# Сата, Инэко
Инэко Сата (яп. 佐多 稲子 Сата Инэко, 1 июня 1904 года — 12 октября 1998 года) — японская писательница, тесно связанная с пролетарским литературным движением, Коммунистической партией Японии и Женским демократическим клубом. Многие критики также назвали её писательницей-феминисткой.

## Биография
Сата родилась в Нагасаки в семье молодых, не состоящих в браке родителей (её отцу было 18 лет, а матери 15). В 1911 году она потеряла мать. Вместе с отцом и бабушкой ещё ребёнком переехала в Токио. В 11 лет начала работать на фабрике по производству карамели, позже она описала свои переживания этого времени в рассказе «С кондитерской фабрики» (яп. キャラメル工場から Кярамэру ко̄дзё̄ кара). Позже работала официанткой, продавщицей. Затем Сата перешла на работу в ресторан, где подружилась с несколькими писателями, в том числе с Рюноскэ Акутагавой. В 1922 году её стихи впервые были опубликованы в «Поэзия и жизнь» (яп. 詩と人生 Си то дзинсэй).
После неудачного первого брака Сата начала работать в кафе «Короку» в Хонго (Токио) и встретила там Сигэхару Накано и Тацуо Хори из журнала «Роба» («Осёл»). Накано Сигэхару вдохновил её на писательское творчество.
В 1926 году она вышла замуж за Цурудзиро Кубокаву из журнала «Роба», поэтому первые свои работы она публиковала под именем Инэко Кубокава. В 1928 году она опубликовала рассказ «С кондитерской фабрики» и была признана новым автором пролетарской литературы. Также она участвовала в издании журнала «Работающая женщина» (яп. 働く婦人 Хатараку фудзин).
Писатель Ясунари Кавабата хвалил её за использование в своих произведениях модернистских литературных методов. Но рано начавшая трудовую жизнь Сата всё больше вовлекается в вопросы, связанные с рабочими и рабочим движением. В 1929 году она выступила против плохого обращения с женщинами, работающими на сигаретных фабриках. В 1931 году Сата защищала бастующих рабочих Токийской фабрики муслина. Как член пролетарского литературного движения, она написала серию рассказов о жизни обычных работающих мужчин и женщин. К ним относятся «Кёсэйкикоку» («Обязательная экстрадиция») о правах корейских рабочих-мигрантов и «Камбу дзёко но намида» («Слёзы мастерицы»).
В 1932 году, после убийства премьер-министра Цуёси Инукаи, японские военные установили практически полный контроль за жизнью в стране. В 1932 году Сата присоединилась к запрещённой Коммунистической партии Японии (КПЯ). Она сблизилась с лидерами партии Кэндзи Миямото и Такидзи Кобаяси, первый находился в тюрьме до 1945 года, а второй был замучен до смерти полицией в 1933 году. В 1935 году Сата была арестована за антивоенную активность и провела два месяца в тюрьме. Этот опыт частично описан в её полуавтобиографическом романе «Малиновый» (яп. くれなゐ Курэнай, 1936—1938).
В середине 1930-х годов власти вынудили её разорвать связи с коммунистической партией. Она была вынуждена сотрудничать с властями, написала несколько произведений в поддержку военных действий Японии во время Второй мировой войны. Взгляды Саты зачастую расходились с официальной платформой коммунистической партии. Занятия общественной и писательской деятельностью, аресты способствовали разрыву с мужем, с которым окончательно развелась в 1945 году.
После окончания войны в 1945 году творчество Саты возродилось как часть нового демократического движения. В 1946 году она вновь вступила в КПЯ, хотя, как и раньше, часто высказывала резкую критику партии. Её опыт военного времени нашёл отражение в «Моя карта Токио» (яп. 私の東京地図 Ватаси но То̄кё̄ Тидзу), написанного между 1946 и 1948 годами. В 1954 году она написала «Молодёжь среди машин» (яп. 機械のなかの青春 Кикай но нака но сэйсюн). В 1958—1959 годы было издано 15-томное собрание её сочинений. В 1963 году увидели свет «Жильё для женщин» (яп. 女の宿 Онна но ядо), в 1968—1969 годы — «На сильном приливе» (яп. 重き流れに Омоки нагарани).
К 1964 году Сата снова вступила в КПЯ после ещё одного исключения. Она была одной из основательниц нового Женского демократического клуба. Её деятельность в этой организации, которую считали несовпадающей с партийной линией, привела к ещё одному исключению из КПЯ. В 1972 году Сата была удостоена премии Номы за свою книгу «Тень дерева» (яп. 樹影 дзюэй), в которой рассказывается об отношениях между китайцами и японцами в Нагасаки после американской атомной бомбардировки города в 1945 году.
В 1973 году ей была предложена премия Императорской художественной академии за творческие заслуги, но она отказалась от этой награды как националистической. В 1977 году она удостоилась премии Ясунари Кавабаты за рассказы. В 1982 году выступила редактором четырёхтомного собрания сочинений Ёко Оты, представительнице жанра литературы атомной бомбы. В 1983 году Сата получила премию Асахи. Она произнесла приветственную речь, в которой выразила сожаление по поводу своего вклада в усиление милитаризма в Японии.
Её давний коллега и друг Сигэхару Накано умер в 1979 году. Книга писательницы о нём «Воспоминания о лете — прощание с Сигэхару Накано» (яп. 夏の栞 中野重治をおくる нацу но сиори — Накано Сигэхару о окуру») была удостоена художественной премии Mainichi Art Award в 1983 году. Большая часть работ Саты была переведена на русский язык в 1960—1970-х годах. Два рассказа из отмеченного наградами сборника «Стоять во времени» (Токи ни тацу) были переведены на английский язык.
Рассказ 1986 года «Цветущие камелии на маленькой горе» (яп. 小さい山と椿の花 Тӣсай яма то цубаки но хана) был опубликован в японском журнале «Японская литература сегодня», выпускаемом японским ПЕН-клубом. Некоторые произведения Сата переведены на английский, немецкий языки. Её рассказ «Iro no Nai E» («Бесцветные картины») увидел свет в сборнике Кэндзабуро Оэ «Безумный Ирис и другие истории об атомных последствиях». Уроженка Нагасаки, она не была жертвой бомбардировки, но в этой истории она делится своей обеспокоенностью по поводу молчания хибакуся (выживших после атомной бомбардировки), хотя и не подвергая их открытой критике.

## Переводы произведений Инэко Саты на другие языки
Сэмюэл Перри перевел её рассказ «Белое и пурпурное» на английский язык, получил в 2012 году премию Уильяма Сибли за перевод.
В 2016 году Гавайский университет издал также сборник переводов Инэко Саты «Five Faces of Japanese Feminism: Crimson and Other Works» («Пять лиц японского феминизма: „Малиновый“ и другие работы»; переводчик на английский — Сэмюэл Перри).